# Zeugen – Aussagen zum Mord an einem Volk
Zeugen – Aussagen zum Mord an einem Volk aus dem Jahr 1981 ist der erste umfassende Dokumentarfilm des deutschen Fernsehens über den Holocaust. Er wurde von Regisseur Karl Fruchtmann für Radio Bremen produziert und besteht aus Interviews mit 60 Überlebenden der Schoah aus Israel und Polen, die zu ihren Erinnerungen befragt wurden. Die ARD strahlte den vierstündigen Film in zwei Teilen zur besten Sendezeit aus.
Die in der Dokumentation gezeigten Interview-Ausschnitte beruhen auf insgesamt 80 Stunden Filmmaterial, das bis heute bei Radio Bremen archiviert ist, aber noch nicht vollständig ausgewertet wurde. Die Namen der Zeitzeugen werden nicht genannt, und Fruchtmann verzichtete vollständig auf Begleittexte und Kommentare. Anders als nach der 1979 ausgestrahlten amerikanischen TV-Serie Holocaust, die das Leben der fiktiven Familie Weiß als Drama erzählt, reagierte das deutsche Fernsehpublikum auf die Konfrontation mit realen Opfern der nationalsozialistischen Judenverfolgung auch 36 Jahre nach dem Zweiten Weltkrieg noch in weiten Teilen mit Ablehnung. Bei Radio Bremen gingen wüste Beschimpfungen per Brief und Telefon ein.
Die ARD strahlte 2021 die Dokumentation Zeugen – Wie der Holocaust ins Fernsehen kam aus. In dieser Dokumentation über die Dokumentation kommen Fruchtmann selbst, seine Tochter und Mitarbeiterin Sara Fruchtmann sowie der Kameramann Günther Wedekind zu Wort. Sie berichten, wie sie die Interviews führten, wie die Zeitzeugen auf sie wirkten und wie das Fernsehpublikum reagierte.